# Любйонж
Любйонж (пол. Lubiąż, нім. Leubus) — село в Польщі, у гміні Волув Воловського повіту Нижньосілезького воєводства.
Населення — 2365 осіб (2011).
У 1975-1998 роках село належало до Вроцлавського воєводства.

## Демографія
Демографічна структура станом на 31 березня 2011 року:
|          | Загалом | Допрацездатний вік | Працездатний вік | Постпрацездатний вік |
| -------- | ------- | ------------------ | ---------------- | -------------------- |
| Чоловіки | 1212    | 209                | 859              | 144                  |
| Жінки    | 1153    | 191                | 662              | 300                  |
| Разом    | 2365    | 400                | 1521             | 444                  |